# Кабинет Лиз Трасс
Кабинет Лиз Трасс (англ. Truss ministry) — 100-е (с момента образования в 1707 году Королевства Великобритания) правительство Великобритании, действующее с 6 сентября по 25 октября 2022 года под председательством Лиз Трасс.

## Формирование
5 сентября 2022 года Лиз Трасс победила на выборах лидера правящей Консервативной партии и 6 сентября королева Елизавета II поручила ей формирование нового правительства.
В тот же день, 6 сентября 2022 года, Трасс была приведена к присяге и был объявлен состав Кабинета.

## Изменения в составе
14 октября 2022 года после увольнения Квази Квартенга портфель канцлера Казначейства получил Джереми Хант.
19 октября 2022 года после отставки Суэллы Браверман портфель министра внутренних дел получил Грант Шэппс.

## Роспуск
20 октября 2022 года Лиз Трасс объявила об уходе в отставку.
25 октября 2022 года сформирован кабинет Риши Сунака.

## Состав правительства
| Должность                                                                                                  | Имя                               | Партия         | Портрет | Примечания                      |
| --- | --------------------------------- | -------------- | ------- | ------------------------------- |
| Премьер-министр, первый лорд казначейства, министр по делам государственной службы, министр по делам Союза | достопочтенная Лиз Трасс          | Консервативная |         | С 6 сентября 2022               |
| Заместитель премьер-министра, министр здравоохранения и социального обеспечения                            | достопочтенная Тереза Коффи       | Консервативная |         | С 6 сентября 2022               |
| Канцлер казначейства, второй лорд казначейства                                                             | достопочтенный Квази Квартенг     | Консервативная |         | С 6 сентября по 14 октября 2022 |
| Канцлер казначейства, второй лорд казначейства                                                             | достопочтенный Джереми Хант       | Консервативная |         | С 14 октября 2022               |
| Министр иностранных дел и международного развития                                                          | достопочтенный Джеймс Клеверли    | Консервативная |         | С 6 сентября 2022               |
| Министр внутренних дел                                                                                     | достопочтенная Суэлла Браверман   | Консервативная |         | С 6 сентября по 19 октября 2022 |
| Министр внутренних дел                                                                                     | достопочтенный Грант Шэппс        | Консервативная |         | С 19 октября 2022               |
| министр юстиции, лорд-канцлер                                                                              | достопочтенный Брэндон Льюис      | Консервативная |         | С 6 сентября 2022               |
| Канцлер герцогства Ланкастерского, министр межправительственных отношений, министр по делам равенства      | достопочтенный Надхим Захави      | Консервативная |         | С 6 сентября 2022               |
| Министр обороны                                                                                            | достопочтенный Бен Уоллес         | Консервативная |         | С 6 сентября 2022               |
| Министр жилищно-коммунального хозяйства и местного самоуправления                                          | достопочтенный Саймон Кларк       | Консервативная |         | С 6 сентября 2022               |
| Министр по делам бизнеса, энергетики и промышленного развития                                              | достопочтенный Джейкоб Рис-Могг   | Консервативная |         | С 6 сентября 2022               |
| Ответственный за подготовку Великобритании к конференции ООН по климату                                    | достопочтенный Алок Шарма         | Консервативная |         | С 6 сентября 2022               |
| Министр внешней торговли Великобритании Председатель Торгового совета                                      | достопочтенная Кеми Баденок       | Консервативная |         | С 6 сентября 2022               |
| Министр труда и пенсий                                                                                     | достопочтенная Хлоя Смит          | Консервативная |         | С 6 сентября 2022               |
| Министр образования                                                                                        | достопочтенный Кит Молтхаус       | Консервативная |         | С 6 сентября 2022               |
| Министр по делам окружающей среды, продовольствия и сельского хозяйства                                    | достопочтенный Ранил Джаявардена  | Консервативная |         | С 6 сентября 2022               |
| Министр транспорта                                                                                         | достопочтенная Энн-Мари Тревельян | Консервативная |         | С 6 сентября 2022               |
| Министр по делам Северной Ирландии                                                                         | достопочтенный Крис Хитон-Харрис  | Консервативная |         | С 6 сентября 2022               |
| Министр по делам Шотландии                                                                                 | достопочтенный Алистер Джек       | Консервативная |         | С 6 сентября 2022               |
| Министр по делам Уэльса                                                                                    | достопочтенный сэр Роберт Бакленд | Консервативная |         | С 6 сентября 2022               |
| Лидер палаты лордов, Лорд-хранитель Малой печати                                                           | достопочтенный барон Николас Тру  | Консервативная |         | С 6 сентября 2022               |
| Министр по вопросам цифровых технологий, культуры, средств массовой информации и спорта                    | достопочтенная Мишель Доунлан     | Консервативная |         | С 6 сентября 2022               |
| Лорд-председатель Совета, лидер Палаты общин                                                               | достопочтенная Пенни Мордонт      | Консервативная |         | С 6 сентября 2022               |
| Министр без портфеля, председатель Консервативной партии                                                   | достопочтенный Джейк Берри        | Консервативная |         | С 6 сентября 2022               |
| Также имеют право участвовать в заседаниях Кабинета                                                        |                                   |                |         |                                 |
| Министр канцелярии кабинета, Генеральный казначей                                                          | достопочтенный Эдвард Аргар       | Консервативная |         | С 6 сентября по 14 октября 2022 |
| Министр канцелярии кабинета, Генеральный казначей                                                          | достопочтенный Крис Филп          | Консервативная |         | С 14 октября 2022               |
| Парламентский секретарь Казначейства, Главный парламентский организатор                                    | достопочтенная Венди Мортон       | Консервативная |         | С 6 сентября 2022               |
| Генеральный атторней Англии и Уэльса                                                                       | достопочтенный Майкл Эллис        | Консервативная |         | С 6 сентября 2022               |
| Главный секретарь Казначейства                                                                             | достопочтенный Крис Филп          | Консервативная |         | С 6 сентября по 14 октября 2022 |
| Главный секретарь Казначейства                                                                             | достопочтенный Эдвард Аргар       | Консервативная |         | С 14 октября 2022               |
| Государственный министр по вопросам развития (Форин-офис)                                                  | достопочтенная Вики Форд          | Консервативная |         | С 6 сентября 2022               |
| Государственный министр по вопросам безопасности (Хоум-офис)                                               | достопочтенный Том Тугендхат      | Консервативная |         | С 6 сентября 2022               |
| Государственный министр по делам вооруженных сил и ветеранов (Министерство обороны)                        | достопочтенный Джеймс Хиппи       | Консервативная |         | С 6 сентября 2022               |
| Государственный министр по вопросам климата                                                                | достопочтенный Грэм Стюарт        | Консервативная |         | С 6 сентября 2022               |